# David Catalá
David Catalá Jiménez, meglio noto come David Catalá (Barcellona, 3 maggio 1980), è un allenatore di calcio ed ex calciatore spagnolo, di ruolo difensore, tecnico dei Kerala Blasters.

## Carriera

### Allenatore
Il 14 agosto 2023 viene nominato allenatore dell'Istria 1961 per poi, il 7 febbraio 2024, venir esonerato in seguito alla sconfitta di campionato in casa del Rijeka (3-0).

## Palmarès

### Giocatore
- Coppa di Cipro: 1

AEK Larnaca: 2017-2018